# Colt McCoy
Daniel „Colt“ McCoy (geboren am 5. September 1986 in Hobbs, New Mexico) ist ein ehemaliger US-amerikanischer American-Football-Spieler auf der Position des Quarterbacks. Er spielte College Football für die University of Texas. In der National Football League (NFL) war McCoy für die Cleveland Browns, die San Francisco 49ers, die Washington Redskins, die New York Giants und die Arizona Cardinals aktiv. 

## Frühe Jahre
McCoy besuchte die Jim Ned High School in Tuscola, Texas, und spielte dort für die Jim Ned Indians. Neben seiner Position als Quarterback spielte er dort auch als Free Safety, bis ihm sein Vater nach einer Verletzung verbot, in der Defense zu spielen, und auch als Punter.

## College
Von 2005 bis 2009 spielte McCoy Football am College. Er besuchte die University of Texas at Austin und spielte dort für die Texas Longhorns in der NCAA Division I FBS. Dabei wurde er als bislang einziger Spieler in allen vier Jahren zum MVP der Longhorns gewählt.
Dort spielte er, nachdem er in seinem ersten Jahr ein Redshirtjahr einlegte, ab seinem ersten Spiel 2006 als Starting Quarterback, wobei er sich gegen Jevan Snead durchsetzen konnte. Bei seinem Debüt gegen North Texas warf er drei Touchdowns, die Longhorns gewannen mit 56:7. Insgesamt warf er in seiner ersten Saison 29 Touchdowns und egalisierte damit einen 1998 aufgestellten Rekord. 2007 wurde der Rekord von Sam Bradford überboten.
Nachdem er in der Saison 2007 die Erwartungen nicht ganz erfüllen konnte, stellte er in seiner dritten Saison zahlreiche Rekorde auf, brachte 332 von 443 Pässen (76,7 %) an ihr Ziel, womit er den Rekord für die höchste Passgenauigkeit eines Quarterbacks in der NCAA mit mindestens 150 Passversuchen aufstellte. 2008 und 2009 war er einer der Kandidaten für die Heisman Trophy, wobei er 2008 Zweiter hinter Sam Bradford und 2009 Dritter hinter Mark Ingram Jr. und Toby Gerhart wurde.
Insgesamt kam er in den vier Jahren auf 1157 erfolgreiche Pässe bei 1645 Passversuchen und 13.253 Yards sowie 112 geworfene Touchdowns bei 45 Interceptions.

## NFL

### Cleveland Browns (2010–2012)
Im NFL Draft 2010 wurde McCoy in der dritten Runde als insgesamt 85. Spieler von den Cleveland Browns ausgewählt, wo er einen Vierjahresvertrag unterzeichnete. Obwohl McCoy als dritter Quarterback der Browns hinter Jake Delhomme und Seneca Wallace in seine Rookie-Saison ging und noch keine Spielzeit erhalten sollte, kam er in der sechsten Woche gegen die Pittsburgh Steelers zum Einsatz, da die beiden anderen Quarterbacks verletzt waren. Für den Rest der Saison spielte McCoy als Starting-Quarterback, wobei er nach einer Verletzung im Spiel gegen die Jacksonville Jaguars für drei Wochen ausfiel. Insgesamt spielte er in der Saison 2010 in acht Spielen als Starter, wobei er 6 Touchdowns bei 9 Interceptions warf.
In die Saison 2011 ging McCoy als Starting-Quarterback. Nach einer Gehirnerschütterung in der 14. Woche gegen die Pittsburgh Steelers war die Saison für ihn beendet.
2012 diente er als Backup für First-Round-Pick Brandon Weeden. Insgesamt lief er in 21 Spielen als Starter für die Browns auf, wobei er 6 Siege und 15 Niederlagen verzeichnete. Er warf 4.388 Yards und 21 Touchdowns.

### San Francisco 49ers (2013)
2013 wurde McCoy mit einem Sechstrundenpick gegen einen Fünft- und einen Siebtrundenpick zu den San Francisco 49ers getradet, wo er als Backup für Colin Kaepernick fungierte.

### Washington Redskins (2014–2019)
2014 wechselte McCoy zu den Washington Redskins, wo er als dritter Quarterback hinter Robert Griffin III und Kirk Cousins vorgesehen war. In der siebten Woche kam McCoy beim Spiel gegen die Tennessee Titans zum Einsatz, nachdem sich Griffin verletzt hatte und Cousins in der ersten Halbzeit eine schwache Leistung zeigte. In seinem ersten Spielzug warf McCoy mit einem 70-Yards-Touchdownpass auf Pierre Garçon den längsten Touchdownpass seiner Karriere und führte die Redskins zu einem 19:17-Sieg. Danach wurde McCoy als neuer Starting-Quarterback benannt, solange Griffin verletzt sei. Nach Griffins Genesung war McCoy, der beide Spiele als Starter gewonnen hatte, zunächst wieder nur Backup-Quarterback, nach schwachen Leistungen von Griffin ersetzte McCoy ihn aber wieder. Nach einer Verletzung, die er sich gegen die St. Louis Rams zugezogen hatte, musste McCoy während der Partie gegen die New York Giants ausgewechselt werden.
Ab 2015 diente McCoy als Backup für Kirk Cousins, der 2018 zu den Minnesota Vikings wechselte, und danach für Alex Smith. Nachdem sich dieser in der 11. Woche gegen die Houston Texans verletzte und vom Feld musste, ersetzte McCoy ihn und warf in seinem ersten Spielzug einen Touchdownpass. In der 13. Woche brach sich McCoy wie schon Smith zuvor das Bein, womit die Saison für ihn beendet war.
Nachdem in den ersten vier Saisonspielen der Saison 2019 Starting Quarterback Case Keenum ebenso wie Rookie Dwayne Haskins nicht überzeugen konnte, wurde McCoy für Woche 5 zum Starter ernannt. Bei seinem einzigen Einsatz der Saison brachte McCoy 18 von 27 Pässen für 122 Yards an ihr Ziel und warf dabei eine Interception.

### New York Giants (2020)
Am 19. März 2020 einigte sich McCoy auf einen Vertrag mit den New York Giants. Am 12. Spieltag wurde er nach einer Verletzung von Daniel Jones eingewechselt. Wegen Jones’ Verletzung kam McCoy am 13. Spieltag als Starter zum Einsatz. Mit 13 erfolgreichen Pässen für 105 Yards sowie einem Touchdownpass und einer Interception blieb McCoy unauffällig, allerdings gewannen die Giants mit 17:12 überraschend gegen die favorisierten Seattle Seahawks. In Woche 15 sprang McCoy erneut für Jones ein.

### Arizona Cardinals
Im März 2021 nahmen die Arizona Cardinals McCoy als Backup für Kyler Murray unter Vertrag. Er ersetzte Murray in drei Spielen als Starter, als dieser wegen einer Knöchelverletzung ausfiel. Dabei gewann McCoy als Starter zwei von drei Partien. Nach der Saison verlängerte er am 14. März 2022 seinen Vertrag um zwei Jahre. In der Vorbereitung auf die Saison 2023 galt McCoy als Favorit, um als Starting-Quarterback der Cardinals in die Saison zu gehen, da Murray verletzt ausfiel. Nach wenig überzeugenden Leistungen in der Preseason wurde er aber vor Saisonbeginn entlassen.

### Karriereende
Nachdem er in der Saison 2023 nicht gespielt hatte, gab McCoy im August 2024 sein Karriereende bekannt, um zukünftig für NBC als Kommentator für Spiele der Big Ten Conference zu arbeiten.

### NFL-Statistiken
| 2010                               | CLE    | 8  | 8  | 135–222  | 60,8 | 1.576 | 6  | 9  | 74,5  |
| 2011                               | CLE    | 13 | 13 | 265–463  | 57,2 | 2.733 | 14 | 11 | 74,6  |
| 2012                               | CLE    | 3  | 0  | 9–17     | 52,9 | 79    | 1  | 0  | 85,2  |
| 2013                               | SF     | 4  | 0  | 1–1      | 100  | 13    | 0  | 0  | 118,8 |
| 2014                               | WAS    | 5  | 4  | 91–128   | 71,1 | 1.057 | 4  | 3  | 96,4  |
| 2015                               | WAS    | 2  | 0  | 7–11     | 63,6 | 128   | 1  | 0  | 133,9 |
| 2016                               | WAS    | 0  | 0  | –        | –    | –     | –  | –  | 0,0   |
| 2017                               | WAS    | 1  | 0  | –        | –    | –     | –  | –  | 0,0   |
| 2018                               | WAS    | 3  | 2  | 34–54    | 63,0 | 372   | 3  | 3  | 78,6  |
| 2019                               | WAS    | 1  | 1  | 18–27    | 66,7 | 122   | 0  | 1  | 61,0  |
| 2020                               | NYG    | 4  | 2  | 40–66    | 60,6 | 375   | 1  | 1  | 75,0  |
| 2021                               | ARI    | 8  | 3  | 74–99    | 74,7 | 740   | 3  | 1  | 101,4 |
| 2022                               | ARI    | 4  | 3  | 90–132   | 68,2 | 780   | 1  | 3  | 76,6  |
| Gesamt                             | Gesamt | 56 | 36 | 764–1220 | 62,6 | 7.975 | 34 | 32 | 79,7  |
| Quelle: pro-football-reference.com |        |    |    |          |      |       |    |    |       |